# Roald Dal
Roald Dal (Landaf, Kardif, Vels, 13. septembra 1916 – Bakingemšir, 23. novembra 1990) bio je britanski književnik norveškog porekla. Prodato je više od 250 miliona kopija njegovih knjiga širom sveta. Iako je kao RAF pripadnik ozleđen u Drugom svetskom ratu, počeo je da piše o svojim zgodama u novinama Saturday Evening Post. Njegova prva priča bila je „Gremlini“ (1943), napisana za Volta Diznija, te je iz nje nastao uspešan film. Nakon Gremlina usledili su romani, i među njima roman koji ga je proslavio, „Čarli i fabrika čokolade”.
Istakao se kao pisac četrdesetih godina sa delima za decu i odrasle, te je postao jedan od najprodavanijih autora na svetu. Nazvan je „jednim od najvećih pripovedača za decu 20. veka”. Njegove nagrade za doprinos književnosti uključuju Svetsku nagradu za životno ostvarenje u fantastici 1983, i Britansku književnu nagradu za dečijeg autora 1990 godine. Tajms je plasirao Dala 2008. godine na 16. mesto svog spiska „50 najvećih britanskih književnika od 1945”.
Dalove kratke priče su poznate po njihovim neočekivanim završecima, a njegove knjige za decu po njihovom nesentimentalnom, jezivom, često tamno komičnom tonu, sa prikazima zlobnih odraslih neprijatelja dečijih likova. Njegove knjige favorizuju dobronamerne likove, i karakterisane su sveukupnim toplim sentimentom.

## Biografija
Roald Dal se rodio 13. septembra 1916. u Landafu u Velikoj Britaniji. Roditelji su mu bili Norvežani. U detinjstvu leta je provodio u Oslu kod svojih babe i dede. Kad je imao nepune 4 godine, umrli su mu otac i starija sestra. Majka ga je po očevoj želji poslala u englesku školu Llandaff Cathedral School. Tu ga je jednom prilikom direktor škole surovo istukao pošto je u prodavnici stavio mrtvog miša u teglu sa slatkišima. Majka ga je zbog toga premestila u St. Peter's Boarding School, a kasnije u privatnu školu Repton. Dal je kasnije opisao svoje školovanje kao "dane užasa", prepune "pravila, pravila i još više pravila koja su se morala poštovati", što mu je kasnije poslužilo kao građa za pripovetke i romane. Ne želevši da ide na koledž, zaposlio se u kompaniji Šel ojl u Tanganjiki (danas Tanzaniji) u Africi. Godine 1939. pridružio se Kraljevskom ratnom vazduhoplovstvu u Najrobiju u Keniji. Postao je borbeni pilot za vreme Drugog svetskog rata koji je leteo nad Sredozemljem. Avion mu se srušio u blizini Aleksandrije i Dal je zadobio opasne povrede glave i kičme i jedno vreme izgubio vid. Lečenje je trajalo šest meseci. Nakon što se oporavio prešao je u Vašington i postao pomoćni vazduhoplovni ataše. Tada je Dal počeo da piše, najpre kratke priče koje je objavljivao u časopisima. 1953. venčao se sa glumicom Patrišom Nil. Dobili su petoro dece. Jedna njihova ćerka je umrla od malih boginja. Dok je bila trudna sa njihovim petim detetom, Patriša je imal moždani udar i Dal je preuzeo brigu o domaćinstvu i deci a njoj pomogao da se oporavi. Svake večeri je deci izmišljao priče pred spavanje. Ove priče su mu poslužile kao osnova njegovog stvaralaštva. 1943. Dal je napisao svoju prvu priču za decu, Gremlini. Narednih godina je nastavio da piše kratke priče za odrasle za koje je tri puta dobio nagradu Edgar Alan Po. Nakon trideset godina braka Dal i Patriša su se razveli, a njegova druga žena zvala se Felisiti Krosland s kojom se venčao 1983. Sa njom je ostao sve do smrti 1990.

## Knjige za decu i njihove filmske verzije
Roald Dal je napisao ukupno 19 knjiga za decu od kojih su nekoliko njih i filmovani.
Prvi roman namenjen najmlađim čitaocima je Džejms i džinovska breskva (1961). To je fantastična priča o dečaku siročetu koji ima dve zle tetke i koji upoznaje Starog zelenog skakavca i njegove prijatelje insekte sa kojima potom putuje preko sveta u ogromnoj čarobnoj breskvi. Mnogi kritičari su zamerali Dalu što se neretko okrutno sveti odraslima u svojim knjigama. On je smatrao da će se najviše približiti deci ako preuzme njihovu perspektivu i udruži se sa njima protiv odraslih.
U romanu Čarli i fabrika čokolade (1964) glavni junak je dečak Čarli Bakit koji živi sa svojim roditeljima, babama i dedama toliko siromašno da svakodnevno jedu samo kupus. Jedanput godišnje, za svoj rođendan, Čarli dobija mogućnost da jede čokoladu. Vili Vonka, ekscentrični fabrikant čokolade je pustio u prodaju 5 čokoladica sa ulaznicama za njegovu fabriku. Čarli postaje jedan od dobitnika i naposletku pobednik koji će naslediti Vonkinu fabriku. Najveći deo romana čini fantastična šetnja kroz fabriku čokolade koja obiluje svakovrsnim čudesima. Prva filmska verzija se pojavila 1971. Tim Berton je 2005. snimio rimejk sa Džonijem Depom u ulozi Vonke i Fredijem Hajmorom u ulozi Čarlija Bakita.
VDDŽ (Veliki dobroćudni džin)(1982) je bila omiljena Dalova knjiga. Glavnu junakinju je po svojoj unuci nazvao Sofi. Ona je u priči siroče koje će upoznati Velikog dobroćudnog džina koji lovi snove i skladišti ih u bočicama da bi ih potom davao deci. Ali tamo gde VDDŽ živi, živi i još mnogo nimalo dobroćudnih džinova ljudoždera. Na kraju Sofi, kraljica Elizabeta i VDDž zajedničkim snagama uspevaju da savladaju zle džinove. Animirani film prema ovom romanu je snimljen 1989. a 2016. je Stiven Spilberg snimio verziju sa živim glumcima.
Veštice (1983) je roman u kojem veštice pokušavaju da unište svu decu u Engleskoj. Glavnog junaka koji živi sa svojom bakom koja je bivši lovac na veštice pretvaraju u miša. On i baka potom kreću u borbu protiv njih. Film je snimljen 1990. sa Andželikom Hjuston i Rouаnom Atkinsonom u glavnim ulogama.
Matilda (1988) je poslednji Dalov roman. U njemu genijalna petogodišnja devojčica Matilda pomaže svojoj učiteljici u borbi protiv okrutne direktorke škole. Deni Devito je autor istoimenog filma u kojem je takođe i narator i glumac.

## Bibliografija

### Priče za decu
1. (1943)
2. (1996)
3. (2005)
4. (animiran)
5. (animiran) (2009)
6. (9 januar 1972) – nastavak dela Charlie and the Chocolate Factory[а]
7. (30. oktobar 1975) – Film: Danny the Champion of the World (TV film) (1989)
8. (24. avgus 1978) - Film: The Enormous Crocodile (animiran)
9. (17. decembar 1980)
10. (21. maj 1981)
11. (14 October 1982) – Filmovi:  (animiran) (1989), The BFG (2016)
12. (27 October 1983) – Film: The Witches (1990)
13. (26 September 1985)
14. (21 April 1988) – Film: }- (1996)
15. (19 April 1989) – Film: Roald Dahl's Esio Trot (2014)
16. (9. maj 1990)
17. (8. avgust 1991)

Poezija za decu
1. (10. jun 1982)
2. (25. oktobar 1984)
3. (21. september 1989)

1. ↑  Omnibus izdanje dve Čarlijeve knjige je objavljeno sa ilustracijama Majkla Formana 1987. godine. Kventin Blejk ih je objavio 2001. pod naslovomo The Complete Adventures of Charlie and Willy Wonka.[15]

### Fantastika za odrasle
Romani
1. (1948)
2. (1979)

Kolekcije kratkih priča
1. (1946)
2. (1953)
3. (1953)
4. (1960)
5. (1969)
6. (1974)
7. (1977)
8. (1978)
9. (1979)
10. (1980)
11. (1983).
12. (1986)
13. (1989)
14. (1991)
15. (1997)
16. (1997). (poznat u SAD kao The Umbrella Man and Other Stories).
17. (2000)
18. (2006)

### Nefikcija
1. (1946, 1977, 1999)
2. (1984)
3. (1986)
4. (1988)[16]
5. (1991)
6. (1991)
7. (1993)
8. [17]
9. [18]

### Drame
1. (1955) Proizveden u Longakri pozorištu na Brodveju

### Filmski skriptovi
1. (1943)
2. (1965)
3. (1967)
4. (1968)
5. (1971)
6. (1971)

### Televizija
1. (1961)
2. (1958)
3. (1958)
4. (1958)
5. (1960)
6. (1960)
7. (1961)
8. (1979–1988), epizode je napisao i uvod dao Dal

### Radio serijali
1. (1973)

## Prevodi na srpski i hrvatski jezik

### Knjige
- Deni šampion sveta / Roald Dal ; [s engleskog prevela Nevena Pajović ; ilustracije Džil Benet]. - Beograd : Rad. 1987.  978-86-09-00059-1.
- Charlie i tvornica čokolade / Roald Dahl ; s engleskoga preveo Luko Paljetak. - [Zagreb] : Znanje. 1990.  978-86-313-0208-3.
- Neočekivane priče / Roald Dal ; preveo s engleskog Dragan Kesić. - Novi Sad : Književna zajednica Novog Sada, 1992.
- Džejms i džinovska breskva / Roald Dal ; [preveo s engleskog Dimitrije Ilijin ; prepev stihova Predrag Stanojević ; ilustracije Lejn Smit]. - Beograd : Narodna knjiga-Alfa, 1997.
- Više priča o neočekivanom / Roald Dal ; [preveo s engleskog Miloš Miljenović]. - Beograd : Narodna knjiga-Alfa, 1998.
- Neočekivane priče / Roald Dal ; preveo s engleskog Dragan Kesić. - Novi Sad : Matica srpska, 1998.
- Dlakava lica / Roald Dal ; [prevela s engleskog Tea Jovanović ; ilustracije Kventin Blejk]. - Beograd : Narodna knjiga-Alfa, 1998.
- Džordžov čudesni lek / Roald Dal ; [preveo s engleskog Lazar Macura ; ilustracije Kventin Blejk]. - Beograd : Narodna knjiga-Alfa, 1998.
- Fantastični gospodin lisac / Roald Dal ; [prevela sa engleskog Tea Jovanović ; ilustracije Kventin Blejk]. - Beograd : Narodna knjiga-Alfa, 1998.
- Čarli i fabrika čokolade / Roald Dal ; [prevela s engleskog Mila Milenković]. - Beograd : Beli Put. 2005.  978-86-85489-11-2.
- Čarli i fabrika čokolade / Roald Dal ; [prevela sa engleskog Mila Milenković ; stihove prepevala Vesna Smiljanić]. - 2. izd. - Beograd : Beli Put. 2006.  978-86-85489-11-2.
- Matilda / Roald Dal ; [prevod Aleksandar Marković]. - Beograd : Beli Put. 2006.  978-86-85489-54-9.
- Čarli i veliko stakleno liftalo / Roald Dal ; [prevod Mila Milenković]. - Beograd : Beli Put. 2006.  978-86-85489-53-2.
- Charlie i tvornica čokolade / Roald Dahl ; [preveo s engleskoga Luko Paljetak]. - 1. izd. - Zagreb : Znanje. 2007.  978-953-195-546-1.
- Riznica Roalda Dala / [preveo sa engleskog Vlajko Glušica]. - Beograd : Beli put. 2008.  978-86-85489-41-9.
- Veštice / Roald Dal ; ilustrovao Kventin Blejk ; [prevod Jelena Katić Živanović]. - Beograd : Beli put. 2008.  978-86-85489-60-0.
- Vještice / Roald Dahl ; ilustrovao Qventin Blake ; prevela Nika Radić. - Zagreb : EPH : Novi Liber. 2008.  978-953-300-097-8.
- Fantastični gospodin lisac / Roald Dal ; ilustrovao Kventin Blejk ; [prevod Jelena Katić Živanović]. - Beograd : Beli put. 2008.  978-86-85489-69-3.
- VDDž / Roald Dal ; ilustrovao Kventin Blejk ; [prevod Jelena Katić Živanović]. - Beograd : Beli put. 2008.  978-86-85489-70-9.
- Samostalni let / Roald Dal ; prevela Jelena Katić Živanović. - Beograd : Beli put. 2010.  978-86-85489-68-6.
- Deni, prvak sveta / Roald Dal ; ilustrovao Kventin Blejk ; prevela Jelena Katić Živanović. - Beograd : Beli put. 2010.  978-86-86577-92-4.
- Džejms i džinovska breskva / Roald Dal ; ilustrovao Kventin Blejk ; [prevod Jelena Katić Živanović]. - Beograd : Beli put. 2010.  978-86-86577-74-0.
- Dečak : priče o detinjstvu / Roald Dal ; prevod Jelena Katić Živanović. - Beograd : Beli put. 2010.  978-86-85489-77-8.
- VDDž : [veliki dobroćudni džin] / Roald Dal ; ilustrovao Kventin Blejk ; prevod Gordana Knežević Monašević, Tamara Zjačić. - Beograd : Nova knjiga plus ; Podgorica : Nova knjiga. 2016.  978-86-6369-085-1.
- VDDž : [veliki dobroćudni džin] / Roald Dal ; ilustrovao Kventin Blejk ; prevod Gordana Knežević Monašević, Tamara Zjačić. - 2. izd. - Beograd : Kosmos izdavaštvo ; Podgorica : Nova knjiga. 2017.  978-86-6369-085-1.
- Veštice / Roald Dal ; ilustrovao Kventin Blejk ; [prevod Jelena Katić Živanović]. - Beograd : Kosmos izdavaštvo ; Podgorica : Nova knjiga. 2017.  978-86-6369-190-2.
- VDDž / Roald Dahl ; ilustrovao Kventin Blejk ; prevod Gordana Knežević Monašević, Tamara Zjačić. - 3. izd. - Beograd : Kosmos izdavaštvo ; Podgorica : Nova knjiga. 2018.  978-86-6369-085-1.
- Džordžov čudesni lek / Roald Dahl ; ilustracije Kventin Blejk ; preveo s engleskog Lazar Macura. - Beograd : Kosmos izdavaštvo. 2018.  978-86-6369-209-1.
- Matilda / Roald Dahl ; ilustracije Kventin Blejk ; s engleskog preveo Vladan Mirković. - Beograd : Kosmos izdavaštvo ; Podgorica : Nova knjiga. 2018.  978-86-6369-227-5.
- Čarli i fabrika čokolade / Roald Dal ; ilustrovao Kventin Blejk ; s engleskog preveo Vladan Mirković. - Beograd : Kosmos izdavaštvo ; Podgorica : Nova knjiga. 2019.  978-86-6369-221-3.

### U časopisima
- Čovek s juga / Roald Dal ; s engleskog Miloš Komadina. - U: Polja. - God. 37, br. 383/384 (jan-feb. 1991), str. 44-45. ISSN 0032-3578
- Koža / Roald Dal ; s engleskog preveo Miloš Ćirić. - 1991. - U: Ovdje. - 22, 271, str. 32-34. ISSN 0475-1159
- Želja / Roald Dal ; s engleskog prevela Maja Popović. - 20.09.1992. - U: Dnevnik. - 51, 16487, str. 13. ISSN 0350-7556
- Ukus / Roald Dal ; prev. Dragan Kesić. - U: Krovovi. - God. 8, br. 31/32 (1994), str.33-34. ISSN 0353-6351
- Izlazak i propast (istinita priča) / Roald Dal ; prev sa eng. Velimir Kostov. - U: Gradina. - God. 33, br. 1/2 (1998), str. 56-61. ISSN 0436-2616
- Put u nebo / Roald Dal ; sa engleskog Sunčana Tadić. - U: Braničevo. - God. 51, br. 1 (2005), str. 67-77. ISSN 0006-9140
- Pacolovac / Roald Dal ; sa ruskog jezika preveo V. [Vladimir] J. [Jagličić]. - U: Lipar. - God. 8, br. 28 (2006), str. 112-126. ISSN 1450-8338

## Literatura
- Philip Howard, "Dahl, Roald (1916–1990)", Oxford Dictionary of National Biography. Oxford University Press. 2004.; online edn, May 2006. Приступљено 24 May 2006
- Dragana D. Jevtić, Neki načini prenošenja značenja određenog i neodređenog člana sa engleskog na srpski jezik u prevodima dela Roalda Dala Gospodin Botibol. - U: Липар. - God. 16, br. 58 (2015), str. 221-234.
- Donald Sturrock, Storyteller: The Authorized Biography of Roald Dahl, Simon & Schuster. 2010.  978-1416550822. (See the link to excerpts in "External Links", below.)
- Shavick, Andrea (1997). Roald Dahl: The Champion Storyteller. Oxford University Press.
- Jeremy Treglown, Roald Dahl: A Biography, Farrar Straus & Giroux. 1994.  978-0374251307.
- Jason Hook, Roald Dahl: The Storyteller, Raintree, 2004
- Jacob M. Held, Roald Dahl and Philosophy: A Little Nonsense Now and Then. Rowman & Littlefield, 2014
- Jennifer Boothroyd, Roald Dahl: A Life of Imagination. Lerner Publications, 2008
- Maja S. Verdonik, Petra S. Štiglić, Roald Dahl: Charlie i tvornica čokolade - dječja priča u dvije filmske prilagodbe. - U: Detinjstvo. - Год. 40, бр. 2 (2014), стр. 63-68. ISSN 0350-5286

## Spoljašnje veze
- Zvanični veb-sajt
- Roald Dahl's darkest hour (biography excerpt)
- Roald Dahl na sajtu  (језик: енглески)
- Roald Dahl na sajtu  (jezik: engleski)
- Roald Dahl na sajtu LCCN, sa 155 kataloških evidencija
- Radio interview by NRK (1975)
- "The Devious Bachelor"
- Profile of Patricia Neal (2011) on Voice of America (VOAnews.com), with transcript
- Footage of one Whitbread Book Prize presentation by Dahl (1982)